# Семеновка (приток Юмы)
Семеновка — река в России, протекает в Свечинском районе Кировской области. Устье реки находится в 52 км по левому берегу реки Юма. Длина реки составляет 11 км.
Исток реки западнее села Шмелёво в 14 км к востоку от посёлка Свеча. Течёт на юго-запад по ненаселённому лесу. Впадает в Юму выше деревни Холмы.

## Данные водного реестра
По данным государственного водного реестра России относится к Камскому бассейновому округу, водохозяйственный участок реки — Вятка от города Котельнич до водомерного поста посёлка городского типа Аркуль, речной подбассейн реки — Вятка. Речной бассейн реки — Кама.
По данным геоинформационной системы водохозяйственного районирования территории РФ, подготовленной Федеральным агентством водных ресурсов:
- Код водного объекта в государственном водном реестре — 10010300412111100036603
- Код по гидрологической изученности (ГИ) — 111103660
- Код бассейна — 10.01.03.004
- Номер тома по ГИ — 11
- Выпуск по ГИ — 1